# HD 137058
HD 137058，又名CD-3810289，SAO 206616、HR 5724，是一颗恒星，视星等为4.6，位于銀經333.09，銀緯14.96，其B1900.0坐标为赤經15h 18m 51s，赤緯-38° 14.96′ 45″。